# Mandalselven
Mandalselva (norsk Mandalselva) har sit udspring i bjergene mellem Ose i Setesdal og Øvre Sirdal og har sit løb gennem fylke Agder i Norge; Den løber ud i havet, i Skagerrak ved Mandal. 
Mandalselven er 115 km lang og løber gennem kommunerne Åseral, Audnedal, Marnardal og Mandal. De største bifloder er Monn, Logna, Skjerka, Kosåni, Logåna og Røyselandsbekken. Skjerka, Monn og Logna løber alle ud i søen Øre i Åseral, og dens udløb regnes for starten på Mandalselven. 

## Vandkraft
Man startede i 1930 en større regulering og opbygning med vandkraftværker. Nu er dag er der seks kraftstationer i ved floden : Logna, Smeland, Skjerka, Håverstad, Bjelland og Laudal.
Afvandingsområdet er 1.880 km² stort. Middelvandføringen i floden er 85 m³/sek. men i regnvejr og tøbrud kan vandføringen være langt større. Højeste vandføring i nyere tid blev målt i oktober 1987, da der gik ca. 675 m³/sek. forbi målestationen på Kjølemo i Holum. 

## Nationalt laksevand
Den oprindelige laksestamme er udryddet som følge af forsuring. Men udstrakt kalkning har ført til et bedre miljø i floden, og en ny laksebestand er blevet etableret.
Laks og sø-ørred kan gå helt op til Kavfossen nord for Bjelland, en strækning på omkring 48 km. Laks kan også vandre et stykke op i Kosåni.
Der blev fanget 11,9 ton laks og 675 kg søørred i Mandalselven i 2006. Dette er ny fangstrekord i moderne tid. Største laks var på 13,9 kg. Floden blev det 6. bedste laksevand i Norge i 2006 og har med dette vist en fantastisk udvikling efter at kalkningen startede i 1997.
15. december 2006 besluttede miljøvernminister Helen Bjørnøy at give Mandalselven status som nationalt laksevand. Det betyder bl.a. at flodsystemet får en speciel beskyttelse mod indgreb. I vedtagelsen er det også inkluderet at gøre havområdet ud for Mandal til national laksefjord. Af hensyn til vildaksen vil der blive forbud mod at etablere opdrætsanlæg i Mannefjorden, som er havområdet mellem Søgne og Lindesnes kommune.